# Eksavknäppare
Eksavknäppare (Brachygonus dubius) är en skalbaggsart som beskrevs av Giuseppe Platia och Cate 1990. Eksavknäppare ingår i släktet Brachygonus, och familjen knäppare. Enligt den svenska rödlistan är arten akut hotad i Sverige. Arten förekommer på Öland. Artens livsmiljö är jordbrukslandskap, skogslandskap.